# Christopher Derrick
Christopher Hugh Derrick (12 de junio de 1921 – 2 de octubre de 2007) escritor, ensayista e intelectual inglés.
Fue el hijo del artista, ilustrador y caricaturista Thomas Derrick. Fue educado en el Douai School entre 1934 y 1939, y en el Magdalen College, Oxford, donde sus estudios fueron interrumpidos al ingresar a la Royal Air Force durante la Segunda Guerra Mundial. Desde 1953 hasta 1965 fue uno de los administrativos de la Universidad de Londres, trabajando también para una editorial (como publisher's reader). En adelante trabajó de forma independiente como consejero literario para varias editoriales, como crítico literario y como escritor. Falleció el 2 de octubre de 2007 a la edad de 86 años.

### Ediciones en español
- Huid del escepticismo: Una educación liberal como si la verdad contara para algo (3ª edición). Encuentro. 2012. ISBN 9788499207964.